# Soulaima Gourani
Soulaima Gourani (født 1. december 1975 i Safi i Marokko) er en dansk virksomhedsrådgiver, foredragsholder, samfundsdebattør og forfatter af en række bøger og artikler.
Gouranis far var marokkansk ingeniør, hendes mor dansk og ufaglært. Gourani kom til Danmark, da hun var få måneder gammel og hun flyttede hjemmefra allerede som 13-årig.
Gourani har siden 2016 været bosat i USA og bor nu i Palo Alto sammen med sin familie.

## Uddannelse
Soulaima Gourani har en MBA fra Handelshøjskolen i København og har gennemført en række kurser på internationale universiteter, herunder: The Global Leadership and Public Policy in the 21st Century på Harvard University (2014), Innovations and Lessons from Emerging Markets, A South Asia Perspective på The Indian School of Business (ISB) 

## Karriere
Soulaima Gourani har været ansat i internationale koncerner som A.P. Møller Maersk Gruppen og Hewlett-Packard og har siden 2007 haft sin egen rådgivningsvirksomhed. Soulaima Gourani sidder i en række bestyrelser, bl.a. Global Dignity, hvis danske organisation hun stiftede i 2012. 1. november 2016 indtrådte hun i Global Dignitys globale hovedbestyrelse i New York og The Miracle Foundation. Hun er med i juryen for Global Teacher Price. og udpeget som Expert in Behavioural Sciences Education and Skills af World Economic Forum. . Soulaima Gourani har også undervist i Global Entrepreneurship på Harvard Universitet..

## Debattør og foredragsholder
Som debattør har Soulaima Gourani optrådt i DRs program P1 Debat., P1s Søndagsfrokosten og P3s Mads og Monopolet. og medvirket i tv programmer, der sætter fokus på samfundets udfordringer, såsom Asger og de nye danskere.

## Udnævnelser og æresposter
Soulaima Gourani blev i 2010 kåret som Danmarks bedste foredragsholder i kategorien "Trends og Tendenser" og senere udnævnt til Young Global Leader af World Economic Forum. I 2012 talte hun ved TEDxCopenhagen  og i 2013 blev hun kåret som en af de 20 bedst erhvervstænkende i Norden af Nordic Business Forum.

I 2014 blev Soulaima Gourani udvalgt til at være blandt 40 under 40 Arkiveret 2. marts 2014 hos  Wayback Machine European Young Leaders, i 2016 udnævnt til at være UN Woman Ambassador Advisor og af Inspiring Fifty samme år kåret til top 50 mest inspirerende kvinder. I 2017 kom hun på Berlingske Business Magasin liste: “100 kvinder på Toppen” . I 2018 blev hun iamtheCODE Champion  Soulaima Gourani er optaget i Kraks Blå Bog i 2018.